# Санджорджи, Густаво
Густаво Санджорджи (итал. Gustavo Sangiorgi; 1832, Анкона — 4 июля 1890, Болонья) — итальянский юрист и музыкальный деятель.
Профессор гражданского права Болонского университета. Опубликовал книгу «Начальные наброски юридической энциклопедии» (итал. Studi elementari di Enciclopedia Guiridica; 1870), связанную с подготовительной работой к выпуску Итальянской юридической энциклопедии (первый том вышел в 1884 году под редакцией Паскуале Станислао Манчини). В том же году выпустил монографию «Будущее уголовное законодательство Итальянского королевства» (итал. La futura legislazione penale del regno d'Italia).
Выступал как музыкальный критик в различных итальянских изданиях. С 1857 г. главный редактор еженедельника L’Arpa, первоначально посвящённого различным видам искусства, но под его руководством отдававшего предпочтение музыке. На страницах издания знакомил болонских читателей с новостями европейской музыки, в том числе с творчеством Рихарда Вагнера и связанной с ним дискуссией о «музыке будущего». В то же время поддерживал и Джузеппе Верди — в частности, в 1863 г. пытался организовать постановку его оперы «Сила судьбы» в Муниципальном театре Болоньи, а в 1867 г. восторженно отозвался о постановке «Дона Карлоса».
В 1871—1872 гг. входил в состав дирекции Болонского музыкального лицея.